# Còmic bèl·lic

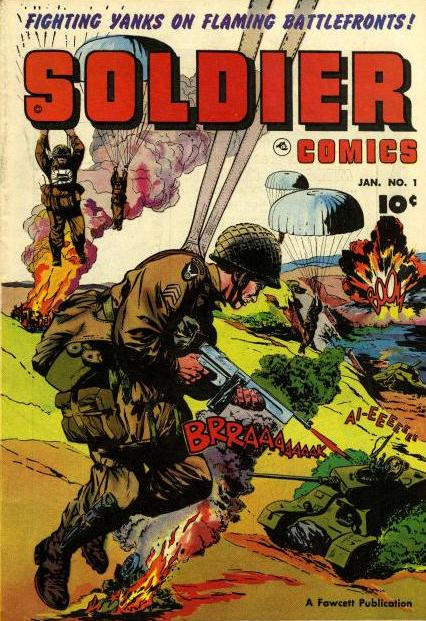
Portada de Còmic Bèl·lic

El còmic bèl·lic, es aquell gènere de còmic, ambientat en les guerres modernes de principis del segle xx, en endavant, amb especial atenció en la Segona Guerra Mundial. El fet que les histories que expliquen siguin molt recents en el temps i estiguin molt documentades tan històricament com gràficament, fa que els guionistes hagin de descriure personatges els quals les seves reaccions s'acostin molt a la realitat de l'home contemporani axó mateix serveix pel dibuixant que es veu obligat a documentar-se en profunditat per donar autenticitat a les historietes.

## Història
Al Japó, ja es varen editar còmics bèl·lics als anys trenta, un d'ells fou Norakuro (1931-1941) de Suihou Tagawa.Però el còmic bèl·lic va començar a tenir una gran importància a la dècada dels anys quaranta, arran de l'inici de la segona guerra mundial.
El còmic bèl·lic a nord-americà
Als Estats Units d'Amèrica no varen entrar oficialment a la segona guerra mundial fins al desembre del 1941, però els herois de còmic ja el 1940 s'enfrontaven a sabotejadors i espies amb aparença Alemanya. Tim Tyler's Luck (traduïda al castellà com a Jorge y Fernando) varen ser els primers personatges a passar del còmic d'aventures al bèl·lic, varen tornar del continent africà, als estats units per allistar-se a una patrulla costanera amb missions de contraespionatge, i van canviar l'uniforme de la Patrulla de Marfil per l'uniforme de la Marina. Els Estas Units van entrar a la guerra en dos fronts, Europa i el Pacífic en aquest escenari les sèries de gènere policíac, Dick Tracy, Secret Agent X-9, Scorchy Smith i The Spirit, varen desenvolupar les seves historietes bèl·liques en el marc Europeu. Mickey Mouse va lluitar contra el nazisme. Al Príncep Valent, malgrat que era un còmic ambientat a l'edat mitjana va fer una referència a la invasió d'Europa pels Huns, fins i tot Flash Gordon va tornar a la terra des del planeta Mongo per defensar la terra del imperialisme. Els còmics de Terry and the Pirates, es varen convertir en una crònica de la guerra contra el Japó. The Phantom, va lluitar contra les tropes japoneses que envaïen la selva.

## Títols de Còmic bèl·lic

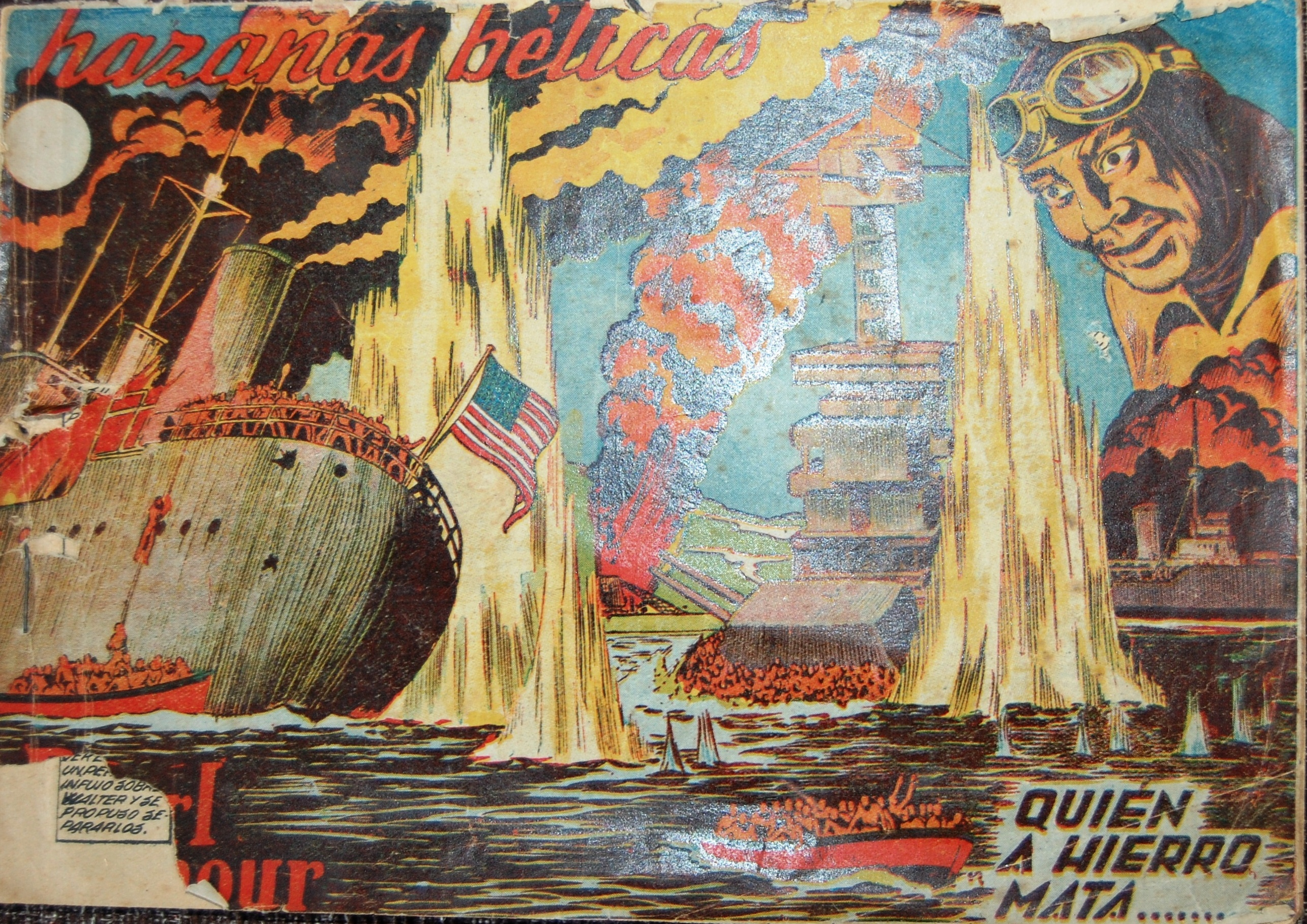
Número 1, d'Hazañas Bélicas

Hazañas Bélicas, va ser una sèrie de còmics, editats per primera vegada, l'any 1948, per Ediciones Toray, S. A., el seu creador va ser Guillermo Sánchez Boix, més conegut pel pseudònim de Boixcar. Hazañas Bélicas va tenir d'altres dibuixants i Guionistes; Alan Doyer, Josep Maria Sánchez Boix, i Vicente Farrés al Dibuix i Eugenio Sotillos i Alex Simmons, al guió, entre d'altres. Malgrat la varietat de dibuixants que varen passar per la col·lecció el nom d'Hazañas Bélicas, sempre ha estat lligat, en l'imaginari popular, a Boixcar, el seu creador.